# Aldo Zadrima
Aldo Zadrima (n. 15 ianuarie 1948, Tirana, Albania) este un jucător de șah. În iulie 1994, Zadrima a câștigat campionatul albanez de șah  și a devenit campion național.

## Legături externe
- Profilul lui Aldo Zadrima la FIDE
- Aldo Zadrima at ChessGames.com